# Arndt Reuning
Arndt Reuning (* 1972 in Lich) ist ein deutscher Chemiker sowie freier Hörfunk- und Wissenschaftsjournalist. 

## Leben
Er studierte in Gießen und Marburg Chemie und schloss 2002 mit seiner Promotion ab. Erste Erfahrung als Journalist hatte er während des Studiums als freier Mitarbeiter der Redaktion „Natur und Wissenschaft“ der Frankfurter Allgemeinen Zeitung (FAZ) gesammelt. Im Herbst 2002 begann er ein wissenschaftsjournalistisches Volontariat beim DLF in Berlin und Köln, gefolgt von einem Jahr im Programm-Trainee des Deutschlandfunks Köln und wechselte die Abteilung und Anstellung in die Redaktion „Forschung aktuell“. Seit 2006 ist er freier Wissenschaftsjournalist wesentlich für den Hörfunk tätig. In dieser Zeit war er zwei Jahre als Wissenschaftsreporter in den USA. 
Seit 2010 engagiert er sich als ehrenamtlicher im Vorstand der Wissenschafts-Pressekonferenz.
Er ist Autor von mehreren Ausgaben der täglichen Sendung „Hintergrund“, diversen Ausgaben von „Wissenschaft im Brennpunkt“ sowie fast täglich in der Sendung „Forschung aktuell“ des Deutschlandfunks.

## Auszeichnungen
- 2011: UMSICHT-Wissenschaftspreis für Am Tropf – Wenn Metropolen das Wasser ausgeht[2]
- 2012: Publizistikpreis der GSK Stiftung für „Die Wiederkehr der magischen Pilze – Halluzinogene in der Psychotherapie“
- 2012 ARGUS-Medienpreis Hörfunk/TV[3] für „Kampf den Keimen – Auf dem Weg ins postantibiotische Zeitalter“ und „Resistenzen im Stall und in der Umwelt“[4]
- 2018: ACHEMA-Medienpreis[5]